# PBZ Zagreb Indoors 2013
PBZ Zagreb Indoors 2013 byl tenisový turnaj pořádaný jako součást mužského okruhu ATP World Tour, který se hrál v areálu na krytých dvorcích s tvrdým povrchem. Konal se mezi 4. až 10. únorem 2013 v chorvatském hlavním městě Záhřebu jako 9. ročník turnaje.
Turnaj s rozpočtem 467 800 dolarů patřil do kategorie ATP World Tour 250. Nejvýše nasazeným hráčem ve dvouhře byla chorvatská světová třináctka Marin Čilić, která získala titul.

## Mužská dvouhra

### Nasazení
| Stát       | Hráč             | ATP1) | Nasazení |
| ---------- | ---------------- | ----- | -------- |
| Chorvatsko | Marin Čilić      | 13.   | 1.       |
| Itálie     | Andreas Seppi    | 18.   | 2.       |
| Rusko      | Michail Južnyj   | 27.   | 3.       |
| Rakousko   | Jürgen Melzer    | 30.   | 4.       |
| Slovensko  | Martin Kližan    | 33.   | 5.       |
| Kypr       | Marcos Baghdatis | 35.   | 6.       |
| Bulharsko  | Grigor Dimitrov  | 40.   | 7.       |
| Slovensko  | Lukáš Lacko      | 49.   | 8.       |

- 1) Žebříček ATP k 28. lednu 2013.

### Jiné formy účasti
Následující hráči obdrželi divokou kartu do hlavní soutěže:
- Michael Berrer
- Ilija Bozoljac
- Philipp Petzschner
- Filip Veger

Následující hráči postoupili z kvalifikace:
- Dino Marcan
- Matteo Viola

### Odhlášení
- Jevgenij Donskoj
- Łukasz Kubot
- Gilles Müller
- Björn Phau
- Andreas Seppi

### Skrečování
- Michael Berrer
- Lukáš Lacko

## Mužská čtyřhra

### Nasazení
| Stát     | Hráč              | Stát          | Hráč               | ATP1) | Nasazení |
| -------- | ----------------- | ------------- | ------------------ | ----- | -------- |
| Švédsko  | Robert Lindstedt  | Rumunsko      | Horia Tecău        | 17.   | 1.       |
| Rakousko | Julian Knowle     | Slovensko     | Filip Polášek      | 68.   | 2.       |
| Mexiko   | Santiago González | Spojené státy | Scott Lipsky       | 68.   | 3.       |
| Rakousko | Jürgen Melzer     | Německo       | Philipp Petzschner | 75.   | 4.       |

- 1) Žebříček ATP k 28. lednu 2013; číslo je součtem umístění obou členů páru.

### Jiné formy účasti
Následující páry obdržely divokou kartu do hlavní soutěže:
- Toni Androić /  Dino Marcan
- Mate Delić /  Franko Škugor

### Odhlášení
- Jevgenij Donskoj
- Lukáš Lacko
- Björn Phau
- Andreas Seppi

## Přehled finále

### Mužská dvouhra
- Marin Čilić vs.  Jürgen Melzer, 6–3, 6–1

### Mužská čtyřhra
- Julian Knowle /  Filip Polášek vs.  Ivan Dodig /  Mate Pavić, 6–3, 6–3